# Колония Ланфиер (фильм)
«Колония Ланфиер» — художественный фильм чехословацкого режиссёра Яна Шмидта, снятый по одноимённому рассказу Александра Грина в 1969 году. Совместное производство творческого объединения «Юность» киностудии «Мосфильм» и творческого объединения «И. Шебор-Вл. Бор» киностудии «Баррандов». Участник официальной программы VI Московского кинофестиваля.

## Сюжет
Утомлённый жизнью на материке, Горн убеждает капитана голландского парусного судна высадить его на берегу отдалённого острова.
Жители небольшого посёлка встречают вновь прибывшего колониста с едва скрываемой неприязнью, но и он не торопится заводить новых друзей и устраивает своё жилище вдали от людей.
Горн мечтает об одиночестве, ведь в прошлой жизни он оставил одни разочарования: безответную любовь и неудачные попытки заработать деньги на торговле чаем.
Из всех обитателей острова Горн заводит дружбу только с двумя, такими же, как и он, одинокими беднягами — слабоумным Бекеко и красавицей Эстер, вынужденной готовиться к свадьбе с нелюбимым человеком.
На свою беду Горн находит на реке месторождение золота. Теперь он мечтает только об одном — собрать как можно больше драгоценного металла, вернуться на материк и попробовать начать всё сначала. Горн отдаляет от себя Бекеко и отвечает отказом на предложение Эстер жить вместе.
После разговора Горна с младшим Дриббом — женихом Эстер, последовала ссора и обмен ружейными выстрелами. Раненый Дрибб ускакал за помощью, и вскоре Горн был вынужден столкнуться с хорошо вооружённым отрядом ненавидящих его людей.

## В ролях
- Юозас Будрайтис — Горн
- Зузана Кочурикова — Эстер
- Вацлав Нецкарж — Бекеко
- Болот Бейшеналиев — Гупи
- Михал Дочоломанский — Дрибб младший
- Йозеф Эльснер — Дрибб старший
- Андрей Файт — Ланфиер
- Бохумил Вавра — Астис
- Бета Поничанова — Саб
- Владимир Навратил — фермер
- Густав Вондрачек — колонист
- Милослав Новак — колонист
- Мирослав Свобода — колонист